# Przezczaszkowa stymulacja prądem stałym

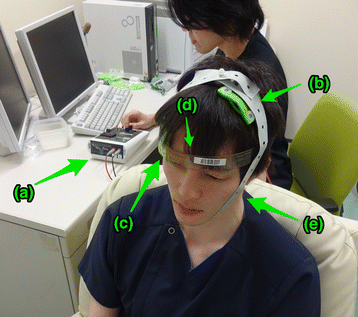
Pacjent podczas sesji tDCS

Przezczaszkowa stymulacja prądem stałym (ang. transcranial direct current stimulation – tDCS) – procedura lecznicza oparta na neuromodulacji poprzez dostarczanie słabego prądu stałego do kory mózgowej przy użyciu elektrod umieszczanych na głowie.

## Historia
Stymulacja elektryczna nie jest młodą metodą medyczno-naukową. Od wieków była stosowana do leczenia różnego rodzaju schorzeń i chorób, a pierwsze źródła energii elektrycznej wykorzystywane do stymulacji pochodziły od zwierząt. Już starożytni Egipcjanie wiedzieli o właściwościach elektrycznych sumów nilowych. Pierwsze dowody stymulacji elektrycznej pojawiły się kilka wieków później w antycznej Grecji; Platon i Arystoteles opisali leczniczy wpływ wyładowań elektrycznych generowanych przez ryby drętwokształtne. Pierwszy udokumentowany dowód na zastosowanie stymulacji przezczaszkowej pochodzi z okresu Cesarstwa Rzymskiego; lekarz rzymskiego cesarza Kludiusza – Scribonius Largus - opisał, jak można załagodzić ból głowy u pacjenta poprzez umieszczenie na skórze żywej płaszczki (ryby drętwokształtnej). Podejrzewa się, że pierwszą osobą, o której wiadomo, że wyzdrowiała dzięki stymulacji prądem ryb był Anthero – wyzwolony niewolnik Tyberiusza Cezara, który prawdopodobnie cierpiał na podagrę. Pod koniec XI wieku, perski lekarz Ibn-Sidah zaproponował użycie ryb elektrycznych do leczenia padaczki; umieszczał on żywe sumy na czole pacjentów. W 1773 anatom i fizjolog John Hunter zbadał płaszczkę elektryczną. Zwierzęta te wytwarzają wstrząsy elektryczne dzięki narządowi, który na polecenie mózgu generuje trójwymiarowe pole dipolowe wokół ich ciała, rozładowując jednocyklowe impulsy od poniżej 1 Hz do około 65 Hz w spoczynku. Energia elektryczna ryb nie jest prądem stałym, ponieważ jest zmienna w czasie a sygnał nie jest stały; niemniej jednak jest to pierwszy odnotowany rodzaj stymulacji w historii.
Około roku 1660 niemiecki naukowiec Otto von Guericke wynalazł pierwszy generator elektrostatyczny. Można uznać jego wynalazek za pierwsze urządzenie stymulujące, a jego późniejsze odmiany stosowane były przez np. Leopoldo Marco Antonio Caldani’ego w 1756 do stymulacji mięśni u owiec i żab.
W XVIII wieku Luigi Galvani wynalazł pierwowzór akumulatora galwanicznego, a jego siostrzeniec, Giovanni Aldini, był jedną z pierwszych osób, które wykorzystały prąd stały do zastosowań klinicznych. Najbardziej szczegółowe sprawozdanie Aldiniego na temat leczenia klinicznego prądem stałym dotyczy Luigiego Lanzariniego, 27-letniego rolnika cierpiącego na ciężką depresję. Podobno podczas terapii nastrój pacjenta stopniowo się poprawiał. Praca Aldiniego była kamieniem milowym, który zapoczątkował erę stymulacji prądem stałym w schorzeniach neurologicznych i psychiatrycznych. Kolejne przypadki stymulacji prądem stałym odnotowane zostały w 1802 roku (Hellwag i Jacobi) oraz około 1880 roku, kiedy to stosowanie elektroterapii (wczesna metoda tDCS) mózgu zyskało popularność wśród niemieckich psychiatrów; Wilhelm Tigges, Rudolph Gottfried Arndt oraz Wilhelm Erb próbowali ustalić zasady najkorzystniejszych metod aplikacji i dawkowania stymulacji elektrycznej.
Wielu innych badaczy stosowało prąd stały do leczenia zaburzeń psychicznych w XIX wieku i na początku XX wieku, ale zmienność procedur, niejasne opisy, niewiele szczegółów jakościowych i źle rozumiany efekt polaryzacji doprowadziły do zmiennych i/lub niejednoznacznych wyników, dlatego od lat 30. XX wieku stosowanie stymulacji prądem stałym zostało zaniechane.
W 1964 roku Lippold i Redfearn zastosowali prąd stały 50-500 µA u 32 zdrowych osób i zaobserwowali, że prąd anodowy wywoływał wzrost czujności, pobudzenie nastroju i aktywności ruchowej, natomiast polaryzacja katodowa wywoływała apatię. W latach 1960–1998 standaryzacja parametrów elektrycznych bodźców była niewielka. Brak rygoru metodologicznego w odniesieniu do niektórych parametrów, takich jak położenie elektrody referencyjnej, liczba sesji, docelowy obszar stymulacji, natężenie prądu, rozmiar elektrody i czas trwania każdej sesji, może wyjaśniać pewne sprzeczne wyniki między badaniami.
Za początek standaryzowanych badań z użyciem nowoczesnego tDCS uznaje się rok 1998, kiedy Priori i jego współpracownicy (Nitsche and Paulus) zbadali wpływ prądu stałego na mózg, testując jego wpływ na pobudliwość kory mózgowej.
tDCS jest obiecującym narzędziem dla neurobiologów, neurologów klinicznych i psychiatrów w ich dążeniu do badania przyczynowości korowych reprezentacji funkcji czuciowo-ruchowych i poznawczych, w celu ułatwienia leczenia różnych zaburzeń neuropsychiatrycznych.

## Mechanizm działania
Metoda tDCS pozwala na stymulowanie prądem stałym konkretnych obszarów kory mózgowej. Zwykle wykorzystuje się do tego dwie elektrody – anodową i katodową – które zostają przymocowanie do skóry głowy uczestnika badania.  W jednopółkulowej konfiguracji tDCS jedna elektroda jest nazywana elektrodą docelową, a druga - elektrodą referencyjną. Jest to związane z kierunkiem przepływu prądu między elektrodami.
W praktyce mamy do czynienia ze stymulacją anodową i katodową, które różnią się kierunkiem przepływu prądu oraz wpływem na zmiany spoczynkowego potencjału błonowego stymulowanych neuronów. Stymulacja anodowa jest związana z depolaryzacją neuronów i w konsekwencji zwiększa prawdopodobieństwo pojawienia się potencjałów czynnościowych w obszarach stymulowanych. Stymulacja katodowa natomiast, doprowadza do hiperpolaryzacji neuronów, zmniejszając w ten sposób prawdopodobieństwo wystąpienia potencjałów czynnościowych.
Zakłada się, że zmiana aktywności neuronalnej wywołana przez tDCS może powodować zmianę funkcjonowania mózgu, a w konsekwencji służyć w terapiach zaburzeń. Może także być narzędziem mającym na celu poszerzanie wiedzy o funkcjonowaniu ludzkiego mózgu.
Zakłada się, że osoba badana może być bezpiecznie stymulowana tDCS po 20 do 30 min dziennie przez 2 do 6 tygodni. Średnie natężenie prądu, które jest stosowane w badaniach ogranicza się do zakresu od 1 do 2 mA.

## Kryteria wykluczenia potencjalnego uczestnika badań z wykorzystaniem tDCS
Przed badaniem z wykorzystaniem tDCS badacze są zobowiązani do przeprowadzenia szczegółowego wywiadu z uczestnikami. Ma on na celu zapewnienie pełnego bezpieczeństwa osób badanych, co czasem może być z wiązane z ich wykluczeniem z badania. Kryteria wykluczenia znajdują się poniżej:
| Kryteria wyłączenia | Powód wykluczenia |
| Podejrzenie ciąży. | Dotychczas jedno badanie wykazało, że użycie metody tDCS nie jest zagrożeniem dla płodu, ale badania te są wciąż na wczesnym etapie. W ramach bezpieczeństwa wyklucza się kobiety ciężarne lub z podejrzeniem ciąży.           |
| Historia migren. | tDCS może powodować bóle głowy lub zwiększać ryzyko ataku migreny (Przeprowadza się jednak badania związane z leczeniem migren metodą tDCS)                                                                                    |
| Jeśli kontakt ze skórą głowy nie jest możliwy (np. chustka na głowę lub dredy).                                         | Co najmniej jedna elektroda musi stykać się ze skórą głowy ze względów bezpieczeństwa oraz w celu zapewnienia bezpiecznego poziomu impedancji.                                                                                 |
| Osoba ma chorobę skóry głowy lub chorobę skóry (np. łuszczycę lub egzemę).                                              | tDCS może pogorszyć stan skóry głowy, gdy ta jest uszkodzona. |
| Osoba posiada implanty metalowe, w tym elektrody wewnątrzczaszkowe, zaciski chirurgiczne, odłamki lub rozrusznik serca. | Implanty metalowe mogą zmieniać przepływ prądu generowanego przez tDCS. |
| Osoba w przeszłości doznała urazu głowy związanego z utratą przytomności.                                               | Zmiany mózgu spowodowane urazami głowy mogą zmieniać reaktywności mózgu na stymulację tDCS. |
| Osoba z ryzykiem napadów padaczkowych lub epilepsją.                                                                    | Napady padaczkowe mogą być wywoływane z wykorzystaniem podobnych technik stymulacji (np. TMS), dlatego wskazane jest wykluczenie każdego pacjenta z ryzykiem padaczkowym.                                                      |
| Osoba przyjmuje leki na receptę lub leczy się samodzielnie (z wyjątkiem pigułki antykoncepcyjnej).                      | Różne leki mogą zmieniać próg napadowy (np. leki psychotropowe) lub zmieniać sprawność poznawczą (np. leki przeciwhistaminowe).                                                                                                |
| Diagnozy medyczne zaburzeń psychicznych lub neurologicznych.                                                            | Wybór grupy badanej zależy od rodzaju badania, ale ważne jest, aby pamiętać, że uczestnicy, u których diagnoza lekarska dotyczy zaburzeń psychicznych lub neurologicznych, mogą być bardziej podatni na działania niepożądane. |
| Niekorzystne skutki poprzednich tDCS lub innych technik stymulacji mózgu (np. TMS)                                      | Dodatkowe środki bezpieczeństwa. |

## Procedura montowania oraz przeprowadzania badania z wykorzystaniem tDCS
Proces montowania tDCS zaczyna się od ustalenia pożądanego miejsca stymulacji na głowie oraz upewnienia się, że nie ma uszkodzeń skóry w badanym obszarze. Kolejnym etapem jest wybór substancji przewodzącej, która pozwala na przepływ prądu między elektrodami a skórą głowy, i która jest konieczna do skutecznego przeprowadzenia badania. Wykorzystuje się w tym celu sól fizjologiczną lub żel EEG stosowany do mocowania elektrod do skóry głowy. Uważa się, że żel pozwala na skuteczniejsze kontrolowanie przepływu prądu. Ważne jest także, aby włosy uczestnika były krótkie lub ułożone tak, aby zapewnić dobry kontakt skóry głowy z elektrodą.

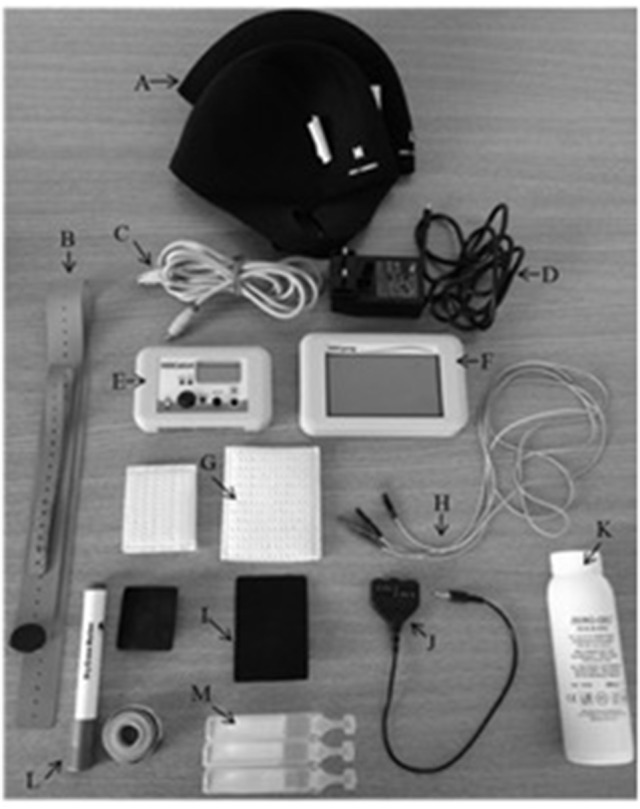
Wyposażenie tDCS dla zestawu HDC. (A) Neoprenowe czepki do mocowania elektrod, (B) paski do mocowania elektrod, (C) kabel złącza programatora/stymulatora, (D) zasilacz, (E) stymulator tDCS (baterie w środku), (F) narzędzie do programowania parametrów stymulatora tDCS, (G) woreczki do przechowywania gąbki, (H) przewody elektrod (czerwony — anodowy; czarny — katodowy), (I) elektrody gumowe, (J) złącze kabla, (K) przewodzący żel EEG, (L) sprzęt pomiarowy (pisak zmywalny i taśma miernicza), (M)sól fizjologiczna (20 ml saszetki ułatwiające aplikację). Nie wszystkie zestawy tDCS są zaopatrzone w oddzielne narzędzie do programowania parametrów

Elektrody są przyłączane do odpowiednich portów anodowych/katodowych stymulatora za pomocą przewodów oraz zabezpieczane za pomocą nasadki, gumek lub elastycznej siatki rurkowej. Standardową aparaturę przedstawiono na  rysunku.

### Sposoby na odpowiednie przyłączenie elektrod
Umiejscowienie elektrod w odpowiednich miejscach jest koniecznym warunkiem przeprowadzenia badania prawidłowo. Jeżeli elektroda będzie niepoprawnie zamontowana może to spowodować, że stymulacja będzie nieprecyzyjna oraz obejmie niechciane obszary kory. Miejsce przyłączenia elektrod określa się wykorzystując m.in. system EEG 10:20, który polega na zmierzeniu obwodu głowy uczestnika. Potem wykorzystuje się ten pomiar do zlokalizowania odpowiednich obszarów. Znacznie dokładniejsze są metody odnoszące się do technik obrazowania mózgu, takich jak fMRI lub PET, ale też są one bardziej czasochłonne i kosztowne. Innym rozwiązaniem jest zastosowanie techniki COMETS, którą opracowano w ramach MatLab Toolbox. Ma ona na celu precyzyjne określenie miejsca elektrod poprzez symulację przepływu prądu pomiędzy nimi.

## Rodzaje stymulacji
Istnieją trzy różne rodzaje stymulacji: anodowa, katodowa i pozorna. Stymulacja anodowa jest stymulacją dodatnią, która zwiększa pobudliwość neuronalną stymulowanego obszaru. Stymulacja katodowa zmniejsza pobudliwość neuronów stymulowanego obszaru. Stymulacja pozorna (ang. SHAM stimulation) jest używana jako warunek kontrolny w eksperymentach. Odbywa się poprzez zwiększenie natężenia prądu na kilka sekund (zwykle 30 s) w docelowym obszarze mózgu. jego tłumienie w czasie głównej części trwania badania oraz ponowne zwiększenie natężenia na kilka sekund na końcu procedury. W ten sposób, osoby badane teoretycznie doświadczają tych samych wrażeń, co w przypadku prawdziwej stymulacji (np. swędzenie i mrowienie). Doświadczenia są podobne zarówno w przypadku stymulacji rzeczywistej, jak i pozornej, ponieważ osoby badane w warunku eksperymentalnym przyzwyczajają się do prądu, podczas gdy, w warunku kontrolnym prąd słabnie.
Porównując wyniki u osób poddanych stymulacji pozornej z wynikami osób poddanych stymulacji anodowej lub katodowej, badacze mogą stwierdzić, jak duży efekt jest spowodowany samą stymulacją (anodowa, katodowa), w porównaniu do efektu placebo (pozorna).
Elektrody w tDCS mogą być umieszczane jednopółkulowo lub dwupółkulowo. Rozmieszczenie jednopółkulowe dotyczy stymulacji jednego obszaru korowego. Rozmieszczenie dwupółkulowe polega na emitowaniu podwójnej stymulacji do dwóch równoległych kor (np. kor ciemieniowych), w wyniku czego dochodzi do pobudzenia jednego obszaru mózgu i równoległego hamowania aktywności drugiego.
Obecnie coraz częściej stosuje się kilka mniejszych elektrod zamiast pojedynczej elektrody docelowej i referencyjnej. Pozwala to na bardziej precyzyjne manipulowanie aktywnością konkretnych struktur korowych. To nowe podejście nosi nazwę High Definition tDCS (HD-tDCS).

## Zastosowania
Próby udowodnienia skuteczności w leczeniu w redukcji objawów depresji dają mieszane rezultaty.
Wstępne badania wykazują jej skuteczność w leczeniu zaburzeń lękowych oraz PTSD.
Nie wykazano pozytywnego wpływu tDCS na funkcjonowanie poznawcze u osób z depresją, ani na leczenie deficytów pamięci u pacjentów z chorobą Alzheimera.

## Zastosowania tDCS
Można wyróżnić trzy główne powody, dla których warto prowadzić badania kliniczne związane z wykorzystaniem tDCS:  
1. istnieją teoretyczne podstawy kliniczne dla tDCS jako leczenia zastępującego farmakoterapię, np. u pacjentów ze złą tolerancją leków lub u tych, u których występują niekorzystne interakcje farmakologiczne (np. osoby starsze stosujące kilka leków). Jedną z grup, która potencjalnie skorzystałaby z dalszego badania bezpieczeństwa tDCS, są kobiety w ciąży z chorobą afektywną jednobiegunową, ponieważ brakuje akceptowalnych alternatyw farmakologicznych dla kobiet z tej grupy.
2. wykorzystanie tDCS jako leczenia wspomagającego - np. tDCS i terapia ograniczająca w przypadku udaru mózgu, lub tDCS i farmakoterapia w przypadku przewlekłego bólu lub poważnej depresji. Również w tym przypadku efekty uboczne i nieinwazyjność sprawiają, że tDCS jest atrakcyjną strategią wzmacniającą efekty innych terapii, oprócz jego neurofizjologicznego wpływu na próg spoczynkowy błony.
3. tDCS jest niedrogi, dlatego jest atrakcyjny dla obszarów pozbawionych zasobów. Jeśli okaże się skuteczny, tDCS będzie interesującą opcją dla krajów rozwijających się.

Liczne badania przeprowadzone przez międzynarodowe zespoły popierają tezę, że zastosowanie tDCS może powodować korzyści w różnych schorzeniach. tDCS może być wykorzystywany jako potencjalna interwencja terapeutyczna (bez większych skutków ubocznych) w wielu przypadkach klinicznych takich jak depresja, chroniczny ból, udar mózgu, afazja, choroba Alzheimera, Parkinsona oraz schizofrenia. Ponadto, tDCS jest narzędziem, które pozwala bezpiecznie modulować neurofizjologię i zachowania ludzi, co okazało się być korzystne w wyjaśnianiu funkcji różnych obszarów mózgowych.

### Pacjenci po udarze
Badania wykorzystujące stymulację u pacjentów po udarze pokazały, że codzienne sesje tDCS poprawiają sprawność kończyn górnych pacjentów, a także poprawiają ich funkcjonowanie w zakresie czynności życia codziennego. U pacjentów po łagodnym lub umiarkowanym udarze, sesje tDCS (w połączeniu z fizjoterapią lub bez niej) poprawiają ich funkcje motoryczne.
Użyteczność metody tDCS u pacjentów po udarze badano również w kontekście afazji językowych. Stymulacja anodowa tDCS na obszary okołoruchowe poprawiała funkcje językowe, ale efekt ten utrzymywał się tylko wtedy, gdy tDCS był połączony z treningiem językowym. Należy przeprowadzić więcej badań, aby ocenić skuteczność tDCS w praktycznej rehabilitacji językowej, przede wszystkim poprzez zbadanie stabilności efektu w dłuższej perspektywie czasu. Przykładowe badanie Monti et al. z 2012 roku wykazało, że choć leczenie tDCS w afazji wywołuje poprawę sprawności w mowie o około 25%, to efekt ten jest krótkotrwały.

### Choroby neurodegeneracyjne
W badaniach podjęto również próby wykorzystania tDCS do poprawy funkcji poznawczych u pacjentów z chorobą Alzheimera. Sugeruje się, że zastosowanie tej metody może pozytywnie wpłynąć na poprawę sprawności pamięci. Pozytywne efekty na skutek powtarzających się sesji tDCS wydają się utrzymywać przez co najmniej 4 tygodnie.

### Schizofrenia
U pacjentów ze schizofrenią, którzy nie reagowali na leki, wykorzystano katodową stymulację tDCS nad lewym skrzyżowaniem skroniowo-ciemieniowym (temporoparietal junction, TPJ) w połączeniu ze stymulacją anodową nad lewą grzbietowo-boczną korą przedczołową (dorsolateral prefrontal cortex, DLPFC). W konsekwencji, słuchowe halucynacje werbalne zmniejszały się o 31% na okres nawet 3 miesięcy.

### Wrażliwość na ból
W badaniach wpływu tDCS na wrażliwość na ból u osób zdrowych, stymulacja anodowa prowadziła do wzrostu progu bólowego i większej tolerancji w porównaniu ze stymulacją pozorną. U pacjentów poddanych artroskopii kolana, zastosowanie tDCS zmniejszało poziom bólu, a w konsekwencji potrzebę przyjmowania leków przeciwbólowych. Pozytywne rezultaty przy użyciu narzędzia tDCS można zaobserwować w przypadku bólu ciągłego i napadowego.
U pacjentów z epizodycznymi migrenami bez aury zastosowano leczenie profilaktyczne z wykorzystaniem anodowej stymulacji tDCS. Na jego skutek zaobserwowano zmniejszenie częstotliwości napadów migreny, zmniejszenie liczby dni z migreną, skrócony czas trwania napadu i zmniejszone przyjmowanie silnych leków. Korzyści te utrzymywały się średnio prawie 5 tygodni po zakończeniu leczenia. Istnieją również doniesienia wskazujące na potencjał tDCS w leczeniu bólu kończyn fantomowych. Potrzebne są badania dotyczące skuteczności tDCS w leczeniu bólu, które uwzględnią również efekt placebo.    

### Depresja
Zostało przeprowadzonych wiele badań, które miały na celu określenie bezpieczeństwa i skuteczności leczenia tDCS u osób z depresją. W 2020 roku opublikowano systematyczny przegląd badań dotyczących leczenia zaburzeń depresyjnych (major depressive disorder, MDD) z wykorzystaniem tDCS.
W metaanalizie zestawiono wyniki z dziewięciu badań (łącznie 572 uczestników) przeprowadzonych do grudnia 2018 r. Wyniki wykazały statystycznie wyższą skuteczność stymulacji tDCS w zmniejszeniu objawów depresji w porównaniu ze stymulacją pozorną dla dziewięciu kwalifikujących się badań. W metaanalizie z 2016 roku sugerowano, że 34% osób leczonych za pomocą tDCS wykazało co najmniej 50% redukcję objawów (w porównaniu do 19% placebo). W kolejnym roku przeprowadzono badanie, w którym 6-tygodniowe leczenie tDCS spowodowało redukcję co najmniej połowy objawów u 41% osób z depresją (vs. 22% placebo i 47% leki przeciwdepresyjne). Ponadto, już w 2015 roku brytyjski National Institute for Health and Care Excellence (NICE) uznał tDCS za bezpieczny i wydający się być skuteczny w leczeniu depresji.

## Zalety tDCS
W porównaniu z innymi metodami neuronauki poznawczej, takimi jak inwazyjna stymulacja mózgu (np. głęboka stymulacja mózgu), tDCS jest uważany za bezpieczniejszy i tańszy. Metoda tDCS pozwala na bezpośrednie manipulowanie funkcjami mózgu w interesujących nas obszarach z minimalnym dyskomfortem i bez ryzykownych chirurgicznych ingerencji w jego struktury. Dodatkowo, może być wykorzystywany w badaniu wpływ tych manipulacji na zachowanie lub wywoływanie pożądanych tymczasowych zmian aktywności mózgu.
Potencjał badawczy tDCS polega na znalezieniu neuronalnych korelatów określonych zachowań. Metodę tDCS można łatwo połączyć z farmakoterapią, np. Brunoni et al. wykazali, że łączne stosowanie tDCS i sertraliny (leku przeciwdepresyjnego z klasy selektywnych inhibitorów wychwytu zwrotnego serotoniny) wymaga zmniejszenia dawki iniekcji w badaniach klinicznych.

## Porównanie do innych narzędzi

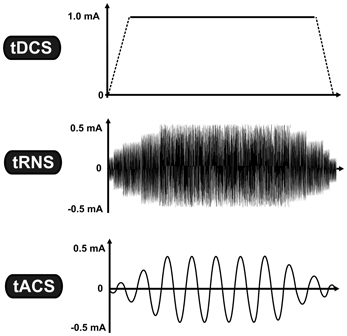
Rysunek 2: Techniki przezczaszkowej stymulacji elektrycznej. Podczas gdy tDCS wykorzystuje stałe natężenie prądu, tRNS i tACS wykorzystują prąd zmienny. Oś pionowa przedstawia natężenie prądu w miliamperach (mA), natomiast oś pozioma ilustruje przebieg czasowy.

### Porównanie tDCS i TMS
tDCS w porównaniu do TMS jest bezpieczniejszy i wiąże się z mniejszym prawdopodobieństwem wystąpienia skutków ubocznych przy niepoprawnym zastosowaniu. Jego montaż jest prostszym, a sam sprzęt jest przenośny, dzięki czemu osoba badana nie ma obowiązku pozostawać w bezruchu w ciągu badania. tDCS dodatkowo pozwala na lepszą kontrolę eksperymentalną, ponieważ stymulacja pozorna (placebo) w odczuciu badanych nie jest odróżnialna od rzeczywistej. Jednakże, tDCS charakteryzuje się znacznie mniejszą, przestrzenną i czasową rozdzielczością w porównaniu do TMS. Wreszcie w przypadku tDCS łatwiejsze może być uzyskanie dłużej utrzymującego się efektu modulującego funkcje korowe niż w przypadku TMS.

### Porównanie tDCS i tACS
Przezczaszkowa stymulacja prądem przemiennym (tACS) działa poprzez wykorzystanie regularnych oscylacji (okresowych) prądu elektrycznego, zmieniającego się między dodatnimi i ujemnymi napięciami (patrz rys.2).
W metodzie tACS polaryzacja zmienia się w ciągu jednego półokresu oscylacji, przez co nie jest aż tak ważne, aby odpowiednio rozmieścić anodę i katodę. Dodatkowo, przy wykorzystaniu tACS można manipulować częstotliwością fali, co nie jest możliwe przy użyciu tDCS, gdzie częstotliwość jest zawsze stała.
W badaniach funkcjonowania mózgu, tDCS wykorzystuje się do manipulowania plastyczności (t.j. zdolności uczenia się) i progu pobudliwości (t.j najmniejszą siłę bodźca wywołującą widoczną reakcję). Natomiast tACS stosuje się do zmiany trwającej aktywności oscylacyjnej powodującej pobudzenie neuronów.

### Porównanie tDCS i tRNS
Przezczaszkowa stymulacja szumem losowym (tRNS) wykorzystuje prąd zmienny o losowych wartościach częstotliwości i natężenia. W porównaniu z tDCS, tRNS tworzy losowo zmieniające się pole elektryczne, które zapobiega aktywacji mechanizmów homeostatycznych (mechanizmy dążące do zachowania równowagi wewnętrznej organizmu), co pozwala na wywołanie wyraźniejszych efektów modulacji neuronów.
Przy dostosowaniu średniej amplitudy sygnałów tRNS (DC-offset) można uzyskać jednokierunkowy przepływ prądu podobny do tDCS i nawet osiągnąć lepszy efekt modulacyjny kory mózgowej, co podnosi możliwość, że tRNS + DC-offset może być bardziej skuteczny w poprawie funkcji poznawczych.

## Skutki uboczne tDCS
Badania wskazują, że efekty uboczne tDCS są na ogół łagodne i bardzo indywidualne. Skutki uboczne różnią się, jednak głównie dotyczą podrażnień skóry głowy od swędzenia, mrowienia i pieczenia, do zaczerwienienia pod stymulowanymi obszarami. Poważniejsze działania niepożądane, takie jak ból głowy, nudności i bezsenność, występują rzadko. Zazwyczaj badani mają na nie wysoką tolerancję. W przypadkach krytycznych mogą wystąpić oparzenia skóry.    